# Paradoja de la preparación
La paradoja de la preparación es la proposición de que si una sociedad o un individuo actúa eficazmente para mitigar un desastre potencial, como una pandemia, un desastre natural u otra catástrofe, de modo que cause menos daño, el peligro evitado se percibirá como mucho menos grave debido al daño limitado realmente causado. La paradoja es la percepción incorrecta de que no hubo necesidad de una preparación cuidadosa ya que hubo poco daño, aunque en realidad la limitación del daño se debió a la preparación. En consecuencia, varios sesgos cognitivos pueden dificultar la preparación adecuada para riesgos futuros.
El término «paradoja de la preparación»" se ha utilizado ocasionalmente desde al menos 1949 en diferentes contextos.

## Fondo
Los organismos con historias de vida más rápidas y más cortas se ven afectados de manera desproporcionada por entornos caóticos u hostiles. Este tipo de organismos tienen de forma innata un mayor miedo a los desastres o emergencias ambientales. Sin embargo, los organismos con historias de vida más lentas, como los humanos, pueden tener menos urgencia para lidiar con este tipo de eventos. En cambio, tienen más tiempo y capacidad para prepararse para tales emergencias.
El término «paradoja de la preparación» fue utilizado en 2017 por Roland Berger con respecto a los ejecutivos de la industria aeroespacial y de defensa: casi dos tercios de los encuestados informaron que estaban bien preparados para los cambios geopolíticos, sobre los que no podían hacer nada, mientras se sentían poco preparados en áreas como los cambios en la tecnología y la innovación, a los que deberían ser mucho más capaces de responder. En contraste, otras encuestas encontraron que las juntas y los profesionales financieros estaban cada vez más preocupados por el riesgo geopolítico. Berger concluyó que había una necesidad urgente de más y mejores estrategias comerciales en toda la industria para cerrar esta brecha en la preparación.

## Sesgos cognitivos
Los sesgos cognitivos juegan un papel importante en la falta de urgencia en la preparación, lo que obstaculiza los esfuerzos para prevenir desastres. Estos incluyen el exceso de optimismo, en el que se subestima el grado del desastre, y el hecho de que muchos desastres no alcanzan su punto de ruptura hasta que es demasiado tarde para tomar medidas. Con exceso de optimismo y sesgo de normalidad, la gente cree que los desastres ocurrirán en otros lugares, e incluso si ocurren localmente, solo sus vecinos se verán afectados.
Otro obstáculo para la preparación es el intervalo entre desastres. Cuando hay mucho tiempo entre desastres, hay menos urgencia para prepararse. Esto se debe a que menos personas recuerdan el último desastre, lo que reduce su impacto emocional en el grupo. Este efecto se intensifica cuando se toma alguna medida de acción para prevenir el desastre, lo que reduce aún más la memoria del peligro original y las consecuencias.
Las preocupaciones financieras también pueden contribuir a la paradoja de la preparación. Hay una tendencia a sobrevalorar los costos conocidos a corto plazo, así como a subestimar las recompensas desconocidas a largo plazo. El hecho de que prepararse para los desastres sea costoso a corto plazo y no se pueda determinar su valor a largo plazo podría tener consecuencias catastróficas si se opta por no prepararse.

## Ejemplos

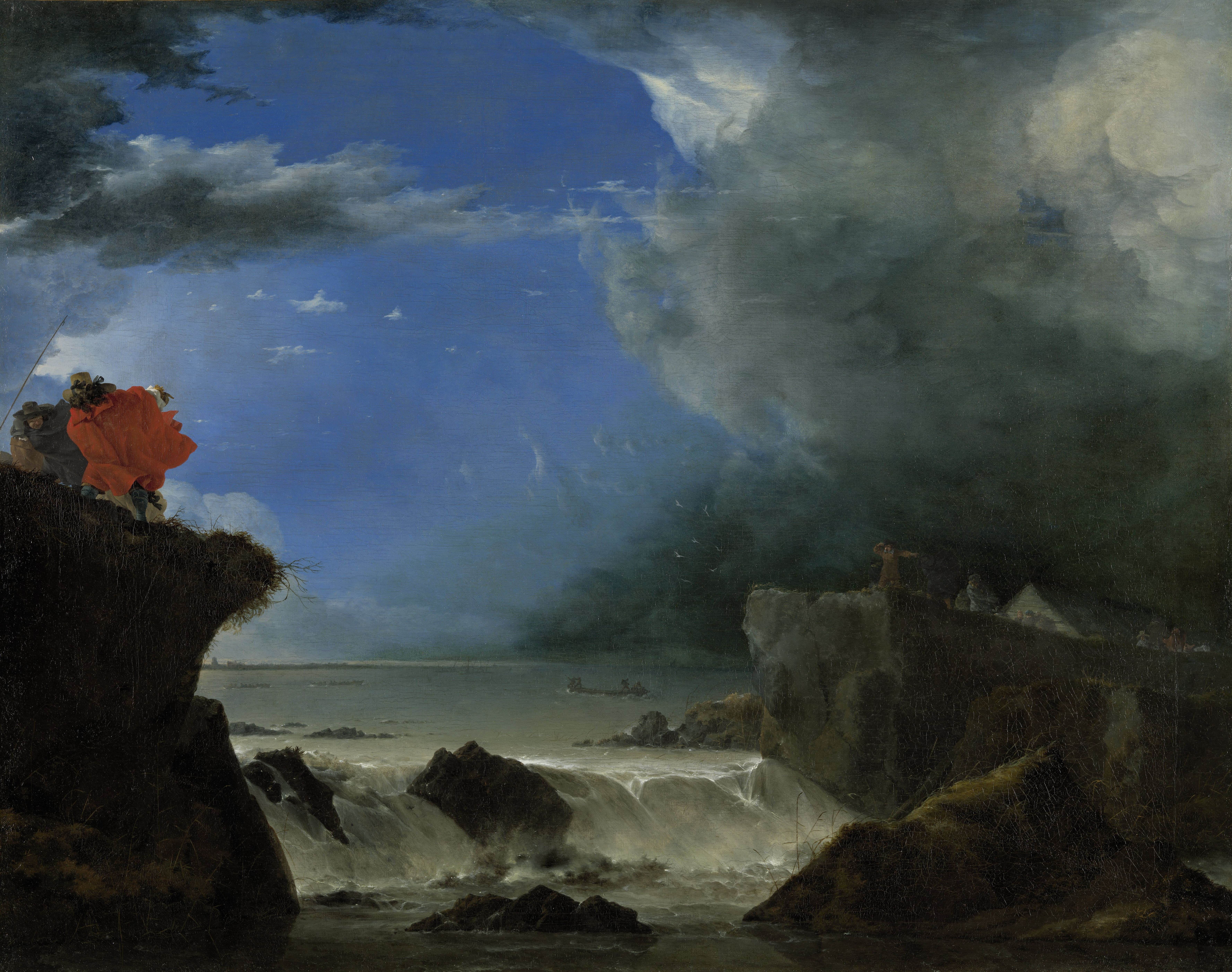
La «paradoja del dique» es una aplicación de la paradoja de la preparación.

Una aplicación específica de la paradoja de la preparación es la «paradoja del dique». Los diques son estructuras que corren paralelas a los ríos y están destinadas a ofrecer protección contra inundaciones. Paradójicamente, su construcción conduce a una menor conciencia y preparación ante inundaciones o brechas. La percepción de seguridad también conduce a un desarrollo inseguro de la tierra en la llanura aluvial que se supone que está protegida por el dique. En consecuencia, cuando ocurra una inundación o se rompa el dique, los efectos de ese desastre serán mayores que si no se hubiera construido el dique.
El terremoto y tsunami de Japón de 2011 y el resultante accidente nuclear de Fukushima I son otro ejemplo de la paradoja de la preparación. Aunque la central nuclear de Onagawa estaba más cerca del epicentro del terremoto, resistió el cataclismo gracias a los preparativos realizados por los propietarios de la instalación. Por otro lado, la central nuclear Fukushima I sufrió graves daños debido a la falta de preparación debido a la percepción de un menor riesgo.
Prepararse para una pandemia es un ejemplo particularmente evidente de la paradoja de la preparación. Debido a que una preparación adecuada significa que no ocurrirán muertes masivas ni consecuencias visibles, no hay evidencia de que la preparación para la pandemia fuera necesaria.
La perspectiva histórica también puede contribuir a la paradoja de la preparación. Desde el punto de vista de los historiadores después del problema del año 2000, la acción preventiva tomada se ha descrito como una «reacción exagerada», en lugar de un esfuerzo exitoso para prepararse para un problema futuro. Para los profesionales de la gestión de desastres, este es un ejemplo de una situación nadie gana.